# Zalman Shazar
Zalman Shazar (Shneiur Zalman Robshov) (Mir, proximidades de Minsk, 24 de Novembro de 1889 - Jerusalém, 5 de Outubro de 1974), foi um político israelense e o terceiro presidente do estado de Israel.